# 1099 14th Street
1099 14th Street NW, también conocido como Franklin Court, es un de gran altura posmoderna edificio de oficinas situado en Washington D. C., la capital deEstados Unidos. Construido en 1992 como parte de la remodelación del área de Franklin Square de un distrito de luz roja a un área de edificios de oficinas, es un edificio de oficinas Clase A con 11 pisos sobre el suelo, cuatro debajo y un entrepiso. Su torre, cuando se construyó, fue la más alta de la ciudad.

## Historia del sitio
Después de la Guerra de Secesión, 14th Street NW se convirtió en un distrito residencial de moda. En los años 1930, numerosas tiendas minoristas y clubes nocturnos de moda rodeaban la plaza Franklin y la calle 14. En los años 1950, 14th Street NW entre H Street NW y Thomas Circle era un distrito de entretenimiento de clase alta. Una gran cantidad de clubes nocturnos se alineaban en la calle, y algunos de los mejores artistas del país actuaron en ellos.
A partir de los años 1960, los sex shop y los peep shows comenzaron a aparecer a lo largo de la calle.  Los disturbios de 1968 por la muerte de Martin Luther King, Jr. hicieron que muchas empresas abandonaran el área. En los años 1970, alentado por las leyes de zonificación de la ciudad,  calle 14 se había convertido en una zona roja de 10 cuadras de largo. La prostitución y el microcotráfico (incluida la venta abierta y el uso de drogas ilegales) eran comunes a lo largo de la calle. Conocido como "el Strip", este barrio rojo era conocido a nivel nacional y el gran número de prostitutas era una especie de atracción turística. Entre los establecimientos más notables a lo largo del Strip se encuentran Adam & Eve, Benny's Home of the Porno Stars, The Butterfly, Californian Steak House, Casino Royal, The Cocoon, This Is It ?,  y Pink Pussy. La calle era insegura.  Había además variossalones y casas para turistas y la prostitución era frecuente.
Entre 1978 y 1985, los desarrolladores de bienes raíces (impulsados por la escasez de bienes raíces de bajo costo en la ciudad) lentamente comenzaron a comprar y cerrar algunos de los negocios para adultos a lo largo de la Franja. Casi al mismo tiempo, la Franklin Square Association, un grupo de propietarios de edificios e inversionistas con intereses financieros en el área, contrató a investigadores privados para registrar ejemplos de infracciones de códigos de zonificación y bebidas alcohólicas. Las actividades de la asociación llevaron al arresto de muchos propietarios de clubes para adultos y al cierre de sus negocios.
En 1986, los desarrolladores comenzaron a derribar muchas de las estructuras pequeñas y en ruinas a lo largo de la Franja y comenzaron a erigir edificios de oficinas altos y modernos. En la primavera de 1987, la ciudad inició la mayor represión contra la prostitución en la Franja desde 1980. El crimen cayó rápidamente. En enero de 1988, había 464 000 m² de espacio de oficinas nuevo y renovado a lo largo de 14th Street NW y alrededor de Franklin Square, con otros 185 800 m² de espacio con un valor de 400 millones de dólares que se abrirá para 1990.
A fines de los años 1980, se terminaron varios edificios de oficinas de gran altura en 14th Street NW entre I Street NW y Thomas Circle. Estos incluían 1400 I Street NW (construido por Manufacturers Real Estate) y 1313 K Street NW (ahora conocido como One Franklin Square). Pero según un mapa impreso por Washington Post, no se planeó ningún edificio nuevo para reemplazar el edificio comercial en ruinas de cinco pisos en el lado este de la calle 14 entre las calles K y L NW.
En abril de 1989, los edificios comerciales estaban siendo demolidos y un estacionamiento ocupaba el resto del sitio. El futuro sitio del edificio lo constituían cuatro propiedades.  Estas eran propiedad de Howard Flax y Ronald Cohen. Cohen era el principal propietario de Ronald Cohen Investments (una empresa de gestión e inversión inmobiliaria ubicada en Bethesda, Maryland ). Flax era socio de la firma. Cohen y Flax tenían la intención de desarrollar los cuatro sitios ellos mismos. Pero un rápido aumento en los precios de la calle 14 los llevó a vender la propiedad y construir en otro lugar. 

## Construcción

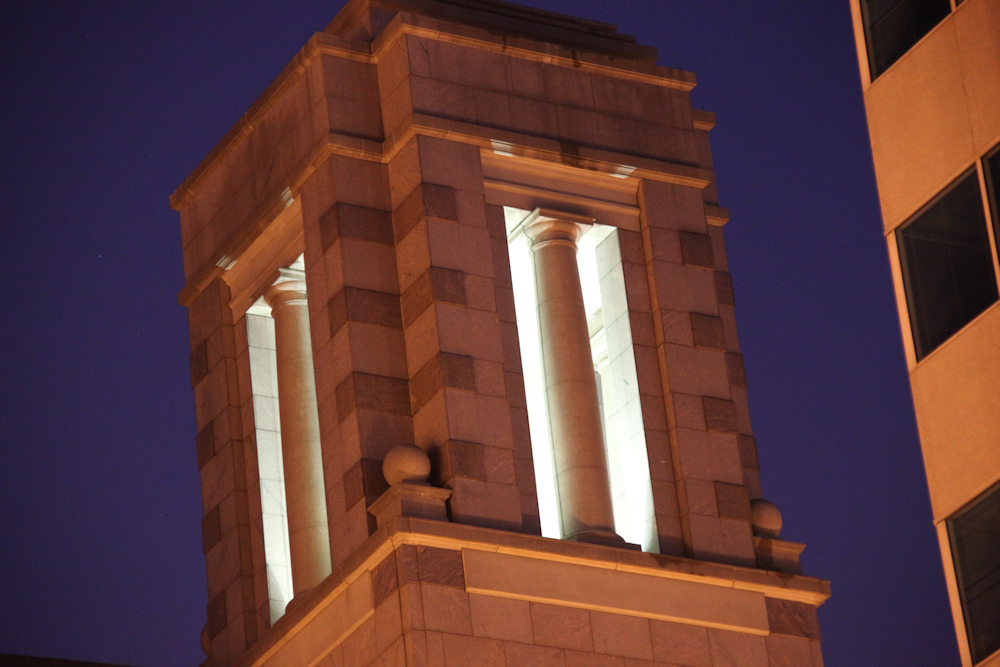
Iluminación nocturna en 2010.

Entre marzo de 1988 y enero de 1989, un holding conocido como 1330 L Street Associates LP compró las cuatro parcelas de tierra más pequeñas en la esquina suroeste de la intersección de las calles L y 14th NW y las fusionó en una sola parcela grande. El costo de las cuatro parcelas ascendió a 40,3 millones de dólares.
En abril de 1989, Chubb Realty pagó 64 millones de dólares por 4 000 m² sitio. (The Washington Post dijo que eran 3977 m²). Fue un precio récord para una parcela de tierra en el centro de Washington D. C. The Evans Partnership, una firma de inversión inmobiliaria formada por el empresario de moda Charles Evans y su cuñado, Michael Shure, era el nuevo propietario del lote, mientras que Chubb Realty proporcionó el financiamiento. Crimson Services, un consultor de adquisición de propiedades, actuó como intermediario entre Evans Partnership y 1330 L Street Associates. 
Evans Partnership dijo que tenía la intención de construir un edificio de oficinas de 11 pisos y 43 000 m². Contrató al arquitecto Arthur May de la firma Kohn Pedersen Fox para diseñar la estructura.
La construcción en 1099 14th Street NW comenzó en marzo de 1990. The Washington Post informó que el edificio de 200 millones de dólares contendría solo 42 000 m² de espacio interior. Se planeó una fecha de finalización para fines de 1991. En abril de 1990, Australian Capital Equity (una sociedad de cartera de inversiones propiedad del empresario australiano Kerry Stokes) compró una participación del 25 por ciento en la propiedad de la estructura. Chubb Realty continuó teniendo una participación mayoritaria y Evans Partnership también retuvo su participación minoritaria. La estructura estaba en camino para una apertura en el otoño de 1991 en diciembre de 1990. Sin embargo, el edificio se completó en 1992.

## Arquitectura
En 2012, el edificio posmoderno de 11 pisos tenía 42 000 m² de espacio interior, de los cuales 31 637 m²  eran alquilables. Emporis (que incluye un entrepiso como uno de los pisos del edificio) señala que la estructura tiene cuatro pisos bajo tierra y dice que la altura arquitectónica es de 47,4 m. Los pisos y paredes interiores están revestidos de granito y mármol, y todos los accesorios de iluminación de las áreas comunes son de bronce.
1099 14th Street es de estilo arquitectónico posmoderno. El edificio contiene dos elementos destacables: su torre y su vestíbulo. La torre, que se dice que es la más alta construida hasta ahora en la ciudad, es una estructura neoclásica similar a un templo al aire libre con una columna en cada lado. El crítico de arquitectura del Washington Post, Benjamin Forgey, lo calificó de estilo "toscano". El vestíbulo corre a lo largo del edificio a lo largo de un eje este-oeste. Su techo es un arco de catenaria. El piso del lobby es de mármol tricolor dispuesto en un patrón geométrico. En su punto medio, el vestíbulo está atravesado por un atrio de varios pisos iluminado con tragaluces. Este atrio se abre bajo tierra, lo que brinda a los ocupantes y visitantes acceso a una galería comercial subterránea.

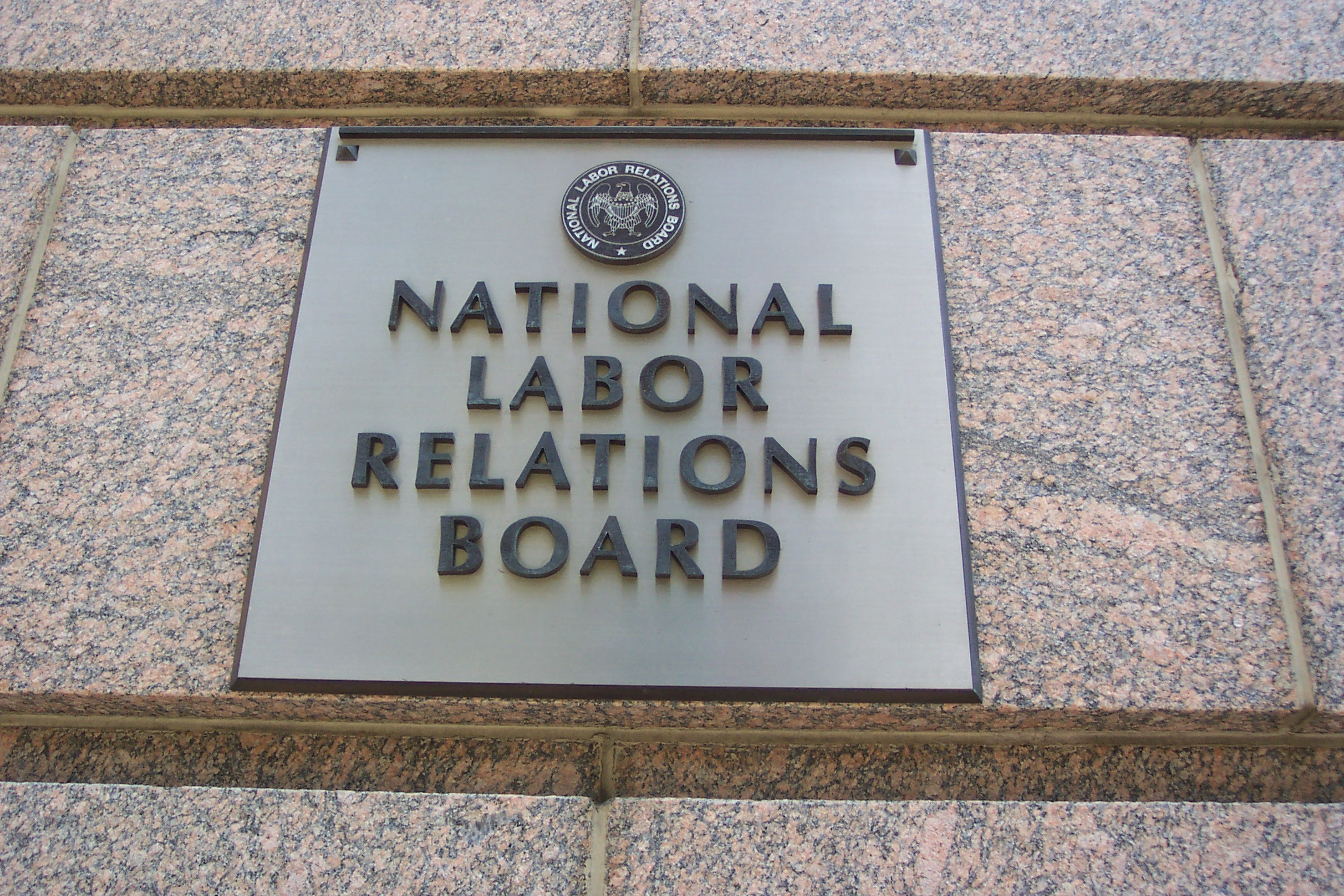
Cartel de la Junta Nacional de Relaciones Laborales en la entrada 14th Street NW de 1099 14th Street NW.

En 1993, la Junta Nacional de Relaciones Laborales firmó un contrato de arrendamiento de cinco años (con opciones para renovar por tres períodos adicionales de cinco años) para el 62 por ciento del edificio. La Agencia de Protección Ambiental también tomó espacio en el edificio. 
En 1997, se informó que la estructura tenía solo 41 200 m² de espacio interior. Ese año, Chubb Realty vendió su participación mayoritaria en la estructura a una empresa conjunta creada por Paine Webber Real Estate Securities y Morgan Stanley Real Estate Fund II. No se informaron los precios de venta del edificio, pero la transacción total (que incluyó varios otros edificios de oficinas y residenciales en el área metropolitana de DC) fue de 649 millones de dólares en efectivo y la asunción de 109 millones en deuda.
En 1999, el edificio se vendió nuevamente, esta vez para Lend Lease Real Estate Investment. La compañía compró el edificio (ahora se dice que tiene solo 41 000 m² de espacio interior) por 115 millones de dólares (algo por debajo de los precios recientes para el espacio de oficina Clase A).
El edificio todavía se consideraba un edificio de oficinas de "clase trofeo" en 2010, y la Administración de Servicios Generales estaba en el proceso de negociar un nuevo contrato de arrendamiento a largo plazo para los inquilinos federales en 1099 14th Street NW.
A partir de 2010, el 1099 14th Street fue administrado por Lincoln Property Company. 
En mayo de 2013, el Washington Design Center se mudó al edificio después de perder su antiguo hogar en el suroeste de Washington. Al menos 15 firmas de diseño de interiores de alta gama se mudaron a la estructura, y se esperaba que siguieran más. A finales del verano de 2015, la NLRB abandonó el edificio para una nueva sede en 1015 Half Street SE. The Washington Post consideró trasladar su sede a 1099 14th Street en 2014 y 2015, ocupando dos pisos en el edificio. Pero los propietarios del edificio y el periódico no pudieron llegar a un acuerdo, y el Post se mudó a One Franklin Square.

## Recepción de la crítica
El crítico de arquitectura del The Washington Post, Benjamin Forgey, calificó la torre en 1099 14th Street NW como la "más peculiar" de las muchas torres del centro, y dijo que parecía un "improbable [e]... adorno de cementerio en el cielo". Aunque su elogio por la torre fue equívoco, su admiración por el vestíbulo no lo fue. Lo llamó "hermoso" y el vestíbulo "más elegante y más urbano" de la ciudad. 